# Acicarpha
Acicarpha, rod jednogodišnjeg raslinja i trajnica iz porodice Calyceraceae, rasprostranjenih po južnoameričkim državama Brazil, Argentina, Bolivija i Urugvaj. Postoji nekoliko vrsta, a jedna vrsta (Acicarpha tribuloides) je uvezena i u amričke države Alabama, Florida, Sjeverna, Južna Karolina, Pennsylvania i New Jersey.

## Vrste
1. Acicarpha bupleuroides Less.
2. Acicarpha itatiaiae (Dusén) S.Denham & Pozner
3. Acicarpha juergensii (Pilg.) S.Denham & Pozner
4. Acicarpha obtusisepala E. Marchesi
5. Acicarpha procumbens Less.
6. Acicarpha spathulata R. Br.
7. Acicarpha tribuloides Juss.